# Булатов, Владимир Николаевич
Владимир Николаевич Булатов (22 января 1946, Крайова — 6 июля 2007, Архангельск) — советский и российский историк, доктор исторических наук, профессор, ректор Поморского государственного университета (1986—2007 годы), член-корреспондент Российской академии образования (2001), действительный член Российской академии естественных наук (2003), почётный доктор университета Верхнего Эльзаса (Франция) (2005).

## Биография
Родился в Румынии в семье советского военнослужащего, с 1949 года проживал в Архангельске. Учился в средней школе № 22 в Архангельске. Окончив школу, работал строителем, в том числе оператором башенного крана. Служил в Советской Армии в Южной группе войск. После демобилизации окончил историческое отделение историко-филологического факультета Архангельского государственного ордена «Знак Почёта» педагогического института имени М. В. Ломоносова (АГПИ). Трудился в комсомольских и партийных органах Архангельской области: секретарь комитета комсомола пединститута, второй и первый секретарь Ломоносовского райкома ВЛКСМ, зав. отделом Архангельского обкома комсомола, инструктор обкома КПСС.
В. Н. Булатов учился у историков Г. Г. Фруменкова, Ю. К. Новожилова, А. Н. Аксёнова, К. С. Ивановой, А. А. Куратова и др. Под их руководством сформировались научные интересы молодого историка. Первоначальная тематика его исследований определилась во время работы в комсомольских и партийных органах Архангельской области: вопросы истории ВЛКСМ и КПСС, партийное руководство освоения и изучения Арктики, Северного морского пути. Кандидатская диссертация была защищена В. Н. Булатовым в Ленинградском государственном университете в 1979 году по теме «Комсомол — активный помощник партии в предвоенные годы (1937—1941 гг.)». 20 июня 1979 года В. Н. Булатову была присуждена ученая степень кандидата исторических наук. В 1980 году В. Н. Булатов окончил Ленинградскую высшую партийную школу.
С 1981 года работал в Архангельском педагогическом институте (с 1991 года — Поморский государственный педагогический университет (ПГПУ) имени М. В. Ломоносова; с 1996 года — Поморский государственный университет (ПГУ) имени М. В. Ломоносова; в 2011 году ПГУ имени М. В. Ломоносова вместе с Архангельским лесотехническим колледжем Императора Петра I и Северодвинским техническим колледжем сформировали САФУ — Северный (Арктический) федеральный университет имени М. В. Ломоносова), занимал должности старшего преподавателя кафедры истории КПСС, доцента кафедры истории КПСС, проректора по научной работе (с октября 1985 года). В 1982-1984 годах учился в докторантуре при Ленинградском государственном университете. С марта 1986 года — ректор Архангельского педагогического института, с 1991 года — ректор Поморского государственного педагогического университета, с 1996 года — ректор Поморского государственного университета.
В 1989 году В. Н. Булатов опубликовал в издательстве МГУ монографию «КПСС — организатор освоения Арктики и Северного морского пути (1917—1980)», которая получила положительные отзывы у рецензентов. На основе этой монографии в 1991 году В. Н. Булатов защитил диссертацию на соискание ученой степени доктора исторических наук. В 1992 году решением Министерства образования РФ ему было присвоено ученое звание профессора.
Президент областного правления общества «СССР-Норвегия». В 1993 году В. Н. Булатов возглавил комиссию по сотрудничеству в области образования Комитета стран Баренцева Евро-Арктического региона. Встречался с премьер-министром Норвегии К. Бундевиком, королём Швеции Карлом XVI Густавом, министром иностранных дел Норвегии Я. Петерсоном и др. Участник двух российско-норвежских экспедиций, в том числе на Землю Франца-Иосифа. Участник международной программы «Баренц-регион».
На протяжении многих лет был председателем областного отделения Всероссийского фонда культуры, президентом областного правления общества «Россия-Норвегия». Сопредседатель Поморского отделения Национального комитета «Интеллектуальные ресурсы России», член Совета Исполнительного комитета Конгресса интеллигенции РФ (с 1997 года). Депутат Архангельского городского (1987—1990 годы) и областного (1990—1993 годы) Советов народных депутатов, член Ломоносовского райкома КПСС (1971—1975 годы) и Архангельского обкома КПСС (1988—1990 годы). В 2001 году был избран членом-корреспондентом Российской академии образования (РАО), в 2003 году — действительным членом Академии естественных наук (РАЕН). С 2005 года являлся советником Общественной палаты РФ. С 2006 член Союза писателей России.
В 2006 году В. Н. Булатов был избран председателем Совета ректоров вузов Архангельской области.
Являлся председателем общества историков-архивистов Архангельской области, советником Главы администрации Архангельской области по вопросам образования и науки, почетным членом Ломоносовского фонда и заместителем главного редактора «Поморской энциклопедии».
Скончался 6 июля 2007 года в Архангельске, похоронен на городском Кузнечевском (Вологодском) кладбище.

## Оценка научного вклада
В. Н. Булатов является автором свыше 300 публикаций, в том числе 12 книг и 7 учебных пособий. В число важнейших трудов входят: «Русский Север» (в 5-ти книгах), «Адмирал Кузнецов» (второе издание книги вышло в серии «Жизнь замечательных людей»), «Муж слова и разума», и др. Главный редактор первого тома «История Архангельского Севера» Поморской энциклопедии и автор 100 статей из 160 в первом томе.
Пятитомное издание «Русский Север», состоящее из: «Заволочье (IX—XVI вв.)», «Встречь солнца (XV XVII вв.)», «Поморье (XVI — начало XVIII в.)», «Свет Полярной звезды (XVIII—XIX вв.)», «Ворота в Арктику», было написано в доступном, научно-популярном стиле и издано Поморским государственным университетом. Это издание не могло не привлечь внимание научной и широкой общественности. Доктор исторических наук, профессор Поморского государственного университета А. В. Репневский так оценил работу В. Н. Булатова: 

…труд, в котором автор собрал и, что особенно ценно, успешно систематизировал и синтезировал те высшие достижения исторической науки, которые мы имеем на сегодняшний день. Владимир Булатов успешно оперирует и данными других отраслей знаний — философии, культурологии, лингвистики, топонимики… История Севера представлена на фоне общероссийских событий и даже на фоне внешнеполитической деятельности некоторых зарубежных стран. С этой точки зрения, работа профессора Булатова особенно полезна… Автор представил большинство наиболее интересных и актуальных научных теорий, касающихся истории заселения и развития Русского Севера, начиная от обстоятельного разговора о полулегендарной Биармии. Несомненное достоинство издания — приложения. Документы, приведенные там (старинные карты, уставные грамоты, челобитные, выдержки из летописей и т. д.).— А. В. Репневский
.
В 2004 году администрация Архангельской области и мэрия города Архангельска присудила В. Н. Булатову за цикл научно-исторических работ «Русский Север» премию имени М. В. Ломоносова. В мае 2007 года серия книг В. Н. Булатова «Русский Север» была признана лучшим историко-публицистическим описанием истории Русского Севера, и В. Н. Булатов был награждён дипломом и медалью лауреата Международной премии имени М. А. Шолохова.
Главным вкладом В. Н. Булатова в отечественную историческую науку стало разработка так называемой концепции «Большого Поморья», или — концепции регионального пространства Поморья в истории России. Согласно В. Н. Булатову Русский Север с XVI века назывался Поморьем и включал земли в бассейнах рек Северной Двины, Сухоны, Онеги, Мезени, Печоры, Камы и Вятки, составляя около половины тогдашнего Русского государства. В концепции В. Н. Булатова Поморье в XV—XVII веках развивалось до определённой степени обособленно в экономическом, этнокультурном и религиозно-духовном отношении от России и обладало собственным сложившимся поморским этносом с отдельными признаками нации. Однако концепция В. Н. Булатова не стала общепринятой. Существует мнение, что учёный в угоду исходящей из Норвегии политики создания трансграничной поморской идентичности фактически исказил историю Русского Севера. «Поморская концепция» В. Н. Булатова подверглась критике за выборочное и неполное использование письменных и материальных источников и не получила широкого распространения и поддержки в научных кругах России.
В. Н. Булатов также предложил методику комплексного культурологического анализа феномена «северности» для определения места Русского Севера в системе циркумполярных культур. Под его руководством был разработан учебно-методический комплекс для общеобразовательных учреждений «Русский Север как уникальная территория всемирного природного и историко-культурного наследия». Являлся руководителем докторского диссертационного совета по историческим наукам. Под его руководством выполнены и защищены 12 кандидатских и 2 докторских диссертации.

## Награды и звания

### Государственные награды
- Орден Почёта (31 января 2007 года)[13] — за большой вклад в развитие науки и многолетнюю плодотворную деятельность;
- Орден Дружбы (10 декабря 1998 года)[14] — за заслуги перед государством, высокие достижения в производственной деятельности и большой вклад в укрепление дружбы и сотрудничества между народами;
- Медаль «300 лет Российскому флоту»;
- Медаль «За доблестный труд. В ознаменование 100-летия со дня рождения Владимира Ильича Ленина» (1970)[15].

### Иностранные награды
- Офицер ордена Заслуг перед Республикой Польша (8 марта 2007 года, Польша)[16].

### Ведомственные награды
- Медаль К. Д. Ушинского (Министерство образования и науки РФ) (2006);
- Почетные знаки Министерства юстиции РФ, Министерства внутренних дел РФ, Федеральной пограничной службы РФ[15].

### Общественные награды
- Орден Преподобного Сергия Радонежского 3-й степени (2003) (РПЦ);
- Орден Святого благоверного князя Даниила Московского (2006) (РПЦ);
- Международная премия имени М. А. Шолохова в области литературы и искусства (2007);
- Почетный гражданин города Шенкурск (1999)[17].
- Кавалер Золотого Почетного знака «Общественное признание»;
- Знак «Ректор года — 2005»;
- ряд других наград[15].

## Память
- В 2008 году в Архангельске, на здании главного корпуса ПГУ им. М. В. Ломоносова, открыта памятная доска В. Н. Булатову[18].
- В 2009 году имя В. Н. Булатова было присвоено издательству Поморского государственного университета[19] (ныне Издательско-полиграфический центр САФУ им. М. В. Ломоносова)[20] и там же создан небольшой музей посвященный В. Н. Булатову.
- В 2023 году в Архангельске, новой средней общеобразовательной школе № 7 присвоили имя В. Н. Булатова[21][22][23].

## Основные труды

### Книги
- Булатов В. Н. КПСС — организатор освоения Арктики и Северного морского пути (1917—1980). — М.: Изд-во МГУ, 1989. — 156 с.
- Булатов В. Н., Шалев А. А. Баренцев Евро-Арктический регион и Архангельская область: международное сотрудничество. История и современность. — Архангельск: Изд. центр ПГУ им. М. В. Ломоносова, 2001. — 174 с.
- Булатов В. Н. Русский Север. Кн. 1. Заволочье (IX−XVI вв.). — Архангельск, 1997; Кн. 2. Встречь солнца (XV−XVII вв.). — Архангельск, 1998; Кн. 3. Поморье (XVI − нач. XVIII вв.). — Архангельск, 1999; Кн. 4. Свет полярной звезды (XVIII−XIX вв.). — Архангельск, 2002; Кн. 5. Ворота в Арктику. — Архангельск, 2001. — Архангельск: Изд. центр ПГУ им. М. В. Ломоносова, 1997—2001.
- Поморская энциклопедия: В 5 т. / Гл. редактор Н. П. Лаверов. Т. 1. История Архангельского Севера / Гл. редактор В. Н. Булатов; Сост. А. А. Куратов; ПГУ, Ломоносовский фонд, Поморский научный фонд. — Архангельск: Архангельск: Изд. центр ПГУ им. М. В. Ломоносова, 2001. — 483 с.: ил.
- Булатов В. Н. Русский Север: учеб. пособие для студ. высш. учеб. заведений / Помор. гос. ун-т им. М. В. Ломоносова. — М.: Гаудеамус (Академ. проект), 2006.— 570 с.
- Булатов В. Н. Муж слова и разума. Афанасий — первый архиепископ Холмогорский и Важский. — Архангельск: Изд. центр ПГУ им. М. В. Ломоносова, 2002. — 247 c.
- Архангельская таможня, 1586—2006 / О. В. Петров, В. Н. Булатов, А. Г. Васильев, Л. И. Санников. — Архангельск: Изд. центр ПГУ им. М. В. Ломоносова, 2006.— 117 с.
- Булатов В. Н. Адмирал Кузнецов. — М.: Мол. гвардия, 2006. — 383 с. (Жизнь замечательных людей)
- Булатов В. Н. Наука на Архангельском Севере: ист. очерк. — Архангельск: Изд. центр ПГУ им. М. В. Ломоносова, 2007.— 278 с.

### Статьи
- Булатов В. Н. Поморский университет как центр возрождения лучших традиций образования // Шестые Иоанновские образовательные чтения, 2004 : образование и культура / Адм. Арханг. обл.; Арханг. и Холмогор. Епархия; ПГУ. — Архангельск, 2005. — С. 133—136.
- Булатов В. Н. Механизмы адаптации: сохранение потенциала российских вузов // Экономика и образование сегодня. — 2006. — № 8. — С. 88-90.
- Кудряшова Е. В., Булатов В. Н. Новые технологические площадки, создаваемые с участием бизнес-партнёров Северных стран Европы // Новая региональная политика и её инновационные ориентиры: материалы науч.-практ. конф. / М-во образования и науки РФ, М-во регион. развития РФ, Твер. гос. ун-т. — Тверь, 2006. — С. 204—215.
- Булатов В. Н. Перспектива развития университета — в инициативе каждого структурного подразделения // Без экономического образования и науки нет экономических знаний: сб. науч. трудов / ПГУ. — Архангельск, 2006. — С. 5-6.
- Булатов В. Н., Журавлев П. С., Подоплекин А. О. Сравнительное религиоведение и этносемиотика как проектно-ориентированное направление научных исследований в Поморском государственном университете имени М. В. Ломоносова // Поморские чтения по семиотике культуры / ПГУ. — Архангельск, 2006 . — Вып. 2. Сакральная география и традиционные этнокультурные ландшафты народов Европейского Севера России. — С. 12-19.
- Булатов В. Н. Речь на вручении международной премии имени М. А. Шолохова за 2007 год // Слово. — 2007. — № 4. — С.13-14.
- Булатов В. Н. С именем Ломоносова (Поморскому университету — 75 лет) // Высшее образование в России. — 2007. — № 5. — С. 24-27.